# Рајмер-Тиманова реакција
Реакција Рајмера-Тимана је реакција између фенола, и a хлороформа. Одиграва се у јакој алкалној воденој средини. Њен исход је да се ароматичном угљоводонику прикључује алдехидна група, најчешће у позицији орто гледајући групу -OH. Најважнији продукат који се добија овом реакцијом је салицилна киселина која са још неким једињењима даје аспирин.